# Kirchheim (Baix Rin)
Kirchheim (en alsacià Kíriche) és un municipi francès, situat a la regió del Gran Est, al departament del Baix Rin. L'any 1999 tenia 543 habitants.
Forma part del cantó de Molsheim, del districte de Molsheim i de la Comunitat de comunes de la Mossig i del Vignoble.

## Demografia
| 1962 | 1968 | 1975 | 1982 | 1990 | 1999 |
| ---- | ---- | ---- | ---- | ---- | ---- |
| 319  | 321  | 439  | 438  | 499  | 513  |

## Administració
| Període   | Identitat        | Partit |
| --------- | ---------------- | ------ |
| 2001-2008 | Jean-Marie Heitz |        |
| 2008-     | Patrick Deck     |        |